# Criterium van Buggenhout
Criterium van Buggenhout was een Belgische eendagswielerwedstrijd die werd verreden in en rond Buggenhout. De wedstrijd werd gewonnen door enkele grote namen zoals Lucien Van Impe. De wedstrijd vond plaats eind september of begin oktober, en werd georganiseerd van 1979 tot 1987. Er werden eerder ook al twee wedstrijden georganiseerd in Buggenhout de tweede die liep tot 1980.

## Erelijst

### Meervoudige winnaars
| Overwinningen | Renner                | Land      | Jaren       |
| ------------- | --------------------- | --------- | ----------- |
| 2             | Adrie Van Houwelingen | Nederland | 1980 + 1982 |

### Overwinningen per land
| Overwinningen | Land      |
| ------------- | --------- |
| 7             | België    |
| 2             | Nederland |